# Sophie Moniotte
Sophie Moniotte (Dijon, Côte-d'Or, 5 de maio de 1969) é uma ex-patinadora artística francesa, que competiu na dança no gelo. Com Pascal Lavanchy ela conquistou uma medalha de prata e uma de bronze em campeonatos mundiais, uma medalha de prata e uma de bronze em campeonatos europeus e foi três vezes campeã do campeonato nacional francês.

## Principais resultados

### Com Pascal Lavanchy
| Resultados                                                                                   | Resultados    | Resultados        | Resultados       | Resultados    | Resultados       | Resultados       | Resultados        | Resultados       | Resultados        | Resultados    | Resultados        | Resultados       | Resultados    | Resultados    | Resultados    |  |
| Internacional                                                                                | Internacional | Internacional     | Internacional    | Internacional | Internacional    | Internacional    | Internacional     | Internacional    | Internacional     | Internacional | Internacional     | Internacional    | Internacional | Internacional | Internacional |  |
| Evento/Temporada                                                                             | 1986– 1987    | 1987– 1988        | 1988– 1989       | 1989– 1990    | 1990– 1991       | 1991– 1992       | 1992– 1993        | 1993– 1994       | 1994– 1995        | 1995– 1996    | 1996– 1997        | 1997– 1998       |               |               |               |  |
| -------------------------------------------------------------------------------------------- | ------------- | ----------------- | ---------------- | ------------- | ---------------- | ---------------- | ----------------- | ---------------- | ----------------- | ------------- | ----------------- | ---------------- | ------------- | ------------- | ------------- |  |
| Jogos Olímpicos                                                                              |               |                   |                  |               |                  | 9.ª              |                   | 5.ª              |                   |               |                   | 11.ª             |               |               |               |  |
| Campeonato Mundial                                                                           |               |                   |                  |               |                  | 6.ª              | 5.ª               | Medalha de prata | Medalha de bronze | WD            | 4.ª               |                  |               |               |               |  |
| Campeonato Europeu                                                                           |               |                   | 11.ª             |               | 9.ª              | 8.ª              | 6.ª               | 5.ª              | Medalha de prata  |               | Medalha de bronze | 7.ª              |               |               |               |  |
| CS Nations Cup                                                                               |               |                   |                  |               |                  |                  |                   |                  |                   | WD            | Medalha de bronze |                  |               |               |               |  |
| CS NHK Trophy                                                                                |               |                   |                  |               |                  | 6.ª              | Medalha de bronze |                  | Medalha de ouro   |               | Medalha de ouro   |                  |               |               |               |  |
| CS Skate America                                                                             |               |                   |                  |               |                  |                  | Medalha de prata  | Medalha de ouro  |                   | WD            | Medalha de bronze |                  |               |               |               |  |
| Grand Prix International de Paris                                                            |               |                   | 6.ª              |               | Medalha de prata |                  | Medalha de ouro   |                  |                   |               |                   |                  |               |               |               |  |
| Karl Schäfer Memorial                                                                        |               | 6.ª               |                  |               |                  |                  |                   |                  |                   |               |                   |                  |               |               |               |  |
| Skate Canada International                                                                   |               |                   | 6.ª              |               |                  | Medalha de prata |                   | Medalha de ouro  |                   |               |                   |                  |               |               |               |  |
| Internacional – Júnior                                                                       |               |                   |                  |               |                  |                  |                   |                  |                   |               |                   |                  |               |               |               |  |
| Campeonato Mundial Júnior                                                                    | 5.ª           |                   |                  |               |                  |                  |                   |                  |                   |               |                   |                  |               |               |               |  |
| Nacional                                                                                     |               |                   |                  |               |                  |                  |                   |                  |                   |               |                   |                  |               |               |               |  |
| Campeonato Francês                                                                           |               | Medalha de bronze | Medalha de prata | WD            | Medalha de prata | Medalha de prata | Medalha de ouro   | Medalha de ouro  | Medalha de ouro   | WD            | Medalha de prata  | Medalha de prata |               |               |               |  |
|                                                                                              |               |                   |                  |               |                  |                  |                   |                  |                   |               |                   |                  |               |               |               |  |
| Legenda: CS = Champions Series; WD = Abandonou; Competição não foi disputada nesta temporada |               |                   |                  |               |                  |                  |                   |                  |                   |               |                   |                  |               |               |               |  |